# Corchorus puberulus
Corchorus puberulus är en malvaväxtart som beskrevs av David A. Halford. Corchorus puberulus ingår i släktet Corchorus och familjen malvaväxter. Inga underarter finns listade i Catalogue of Life.